# Lynyrd Skynyrd
Lynyrd Skynyrd – amerykański zespół southernrockowy, którego początki sięgają 1964. Utworzony w 1965 w Jacksonville na Florydzie. Początkowo znany jako The Wild Thing, The Noble Five i One Per Cent. W 1972 przyjął nazwę Lynyrd Skynyrd (zniekształcając imię i nazwisko znienawidzonego nauczyciela - Leonarda Skinnera). Największe sukcesy grupa odnosiła w latach 70. pod przewodnictwem wokalisty i twórcy tekstów Ronniego van Zanta. 20 października 1977 w katastrofie lotniczej zginęli Ronnie van Zant, gitarzysta Steve Gaines i wokalistka Cassie Gaines, a pozostali członkowie zespołu odnieśli poważne obrażenia. Grupa została reaktywowana w innym składzie w 1987.
W 2006 zespół został wprowadzony do Rock and Roll Hall of Fame.

## Muzycy

### Obecny skład
- Rickey Medlocke – wokal, perkusja, mandolina (1970–1971), gitara, wokal wspierający (od 1996)
- Johnny Van Zant – wokal prowadzący (od 1987)
- Michael Cartellone – perkusja (od 1999)
- Mark „Sparky” Matejka – gitara, wokal wspierający (od 2006)
- Peter „Keys” Pisarczyk – instrumenty klawiszowe (od 2009)
- Johnny Colt – gitara basowa (od 2012)

oraz
- Dale Krantz-Rossington – wokal wspierający (od 1987)
- Carol Chase – wokal wspierający (do 1991)

### Byli członkowie zespołu
- Ronnie Van Zant (nie żyje) – wokal prowadzący (1964–1977)
- Gary Rossington (nie żyje) – gitara (1964–1977, 1979, 1987)
- Allen Collins (nie żyje) – gitara (1964–1977, 1979)
- Bob Burns (nie żyje) – perkusja (1964–1970, 1972–1974)
- Larry Junstrom (nie żyje) – gitara basowa (1964–1970)
- Greg T. Walker – gitara basowa (1970–1971)
- Leon Wilkeson (nie żyje) – gitara basowa, wokal wspierający (1972–1973, 1973–1977, 1987–2001)
- Billy Powell (nie żyje) – instrumenty klawiszowe (1972–1977, 1979, 1987–2009)
- Ed King (nie żyje) – gitara, gitara basowa, wokal wspierający (1972–1975, 1987–1996)
- Artimus Pyle – perkusja, instrumenty perkusyjne (1974–1977, 1979, 1987–1991)
- Steve Gaines (nie żyje) – gitara, wokal wspierający (1976–1977)
- Randall Hall – gitara, wokal wspierający (1987–1993; sesyjnie 1970)
- Kurt Custer – perkusja, instrumenty perkusyjne (1991–1994)
- Mike Estes – gitara (1993–1996)
- Owen Hale – perkusja, instrumenty perkusyjne (1994–1998)
- Hughie Thomasson (nie żyje) – gitara, wokal wspierający (1996–2005)
- Jeff McAllister – perkusja (1998–1999)
- Kenny Aronoff – perkusja (1999)
- Ean Evans (nie żyje) – gitara basowa, wokal wspierający (2001–2009)
- Robert Kearns – gitara basowa, wokal wspierający (2009–2012)

### Muzycy koncertowi
- Leslie Hawkins – wokal wspierający (1975–1977)
- JoJo Billingsley (nie żyje) – wokal wspierający (1975–1977)
- Cassie Gaines (nie żyje) – wokal wspierający (1975–1977)
- Robert (Bob) Brown – gitara (1982–1984)
- Carol Bristow – wokal wspierający (1987–1991)
- Tim Lindsey – gitara basowa (1993)
- Joey Huffman – instrumenty klawiszowe (2008)

## Dyskografia
W pierwszym składzie
- (Pronounced ’Lĕh-’nérd ’Skin-’nérd) (1973)
- Second Helping (1974)
- Nuthin’ Fancy (1975)
- Gimme Back My Bullets (1976)
- Street Survivors (1977)
- Skynyrd’s First and... Last (1978)

Po katastrofie lotniczej
- Legend (1987)
- 1991 (1991)
- The Last Rebel (1993)
- Endangered Species (1994)
- Twenty (1997)
- Edge of Forever (1999)
- Christmas Time Again (2000)
- Vicious Cycle (2003) (w tym samym roku ukazało się również DVD The Vicious Cycle Tour. 30 years of the band)
- God & Guns (2009)
- Last of a Dyin’ Breed (2012)